# Rockwell (Arkansas)
Rockwell é uma Região censo-designada localizada no estado americano de Arkansas, no Condado de Garland.

## Demografia
Segundo o censo americano de 2000, a sua população era de 3024 habitantes.

## Geografia
De acordo com o United States Census Bureau, a localidade tem uma área de 10,9 km², dos quais 8,2 km² cobertos por terra e 2,7 km² cobertos por água.

## Localidades na vizinhança
O diagrama seguinte representa as localidades num raio de 32 km ao redor de Rockwell.